# ماري روسي
ماري تيريز روسي-كايتون (بالإنجليزية: Marie Therese Rossi-Cayton)‏ (3 يناير 1959 في أورادل، الولايات المتحدة - 1 مارس 1991 في السعودية) كانت أول امرأة في التاريخ العسكري الأمريكي تعمل في القتال كقائدة وحدة الطيران خلال حرب الخليج الثانية في عام 1991 وأول امرأة تجريبية في تاريخ طيران البعثات القتالية الأمريكية. قتلت عندما تحطمت المروحية بوينغ سي إتش-47 شينوك التي كانت تحلق بها في المملكة العربية السعودية في 1 مارس 1991.

## النشأة والتعليم
ولدت روسي في أوراديل في ولاية نيوجيرسي في 3 يناير 1959 وهي الثالثة من بين أربعة أطفال ولدوا لبول وجيرترود روسي. كان والدها أمين معمل تجليد كتب وكانت والدتها سكرتيرة لشركة وول ستريت. في عام 1976 تخرجت من مدرسة ديل ريجيونال الثانوية ودرست في كلية ديكنسون حيث انضمت أيضا إلى فيلق تدريب ضباط الاحتياط. تخرجت روسي في عام 1980 وحصل على بكالوريوس العلوم في علم النفس.

## المسيرة المهنية
| « | ما أقوم به ليس أكبر أو أقل من الرجل الذي يحلق بجانبي أو خلفي ... | » |

خدمت روسي كطيارة على متن المروحية بوينغ سي إتش-47 شينوك مع لواء الطيران 18 بقيادة المجموعة ب الكتيبة 2د فوج الطيران 159 المتمركز في مطار جيش هنتر في سافانا في ولاية جورجيا. نشرت مجموعتها في المملكة العربية السعودية لدعم عملية درع الصحراء عام 1990. أجرت روسي مقابلة تلفزيونية مع قناة سي إن إن قبل الهجوم البري الذي شنته قوات التحالف. قالت: «في بعض الأحيان عليك أن تفصل كيف تشعر شخصيا عن احتمال الدخول في الحرب كما تعلمون ربما ترى الموت الذي سيكون هناك ولكن شخصيا كطيارة وجندية فإن هذه هي اللحظة التي يدرب فيها الجميع - التي تدربت عليها - لذلك أشعر بأنني مستعدة لمواجهة التحدي».
قادت روسي مروحية بوينغ سي إتش-47 شينوك على بعد 50 ميل (80 كيلومتر) إلى العراق في 24 فبراير 1991 مما أدى إلى نقل الوقود والذخائر خلال الساعات الأولى من الهجوم البري من قبل قوات التحالف. شاركت مجموعتها في بعثات التوريد طوال الحرب. قتلت روسي عندما تحطمت مروحيتها في برج الميكروويف غير محدود في شمال المملكة العربية السعودية في 1 مارس 1991 في اليوم التالي لاتفاق وقف إطلاق النار. دفنت في 11 مارس 1991 مع جنازة عسكرية في مقبرة أرلينغتون الوطنية في القسم 8 القبر 9872 (38°52′18″N 77°03′57″W / 38.87170°N 77.06594°W).

## الحياة الشخصية
التقت روسي بزميلها طيار المروحية رئيس ضابط الضبط 4 جون أندرسون كايتون الأب بينما كانا مكلفان بالخدمة في مجموعة الطيران القتالي 213 في كوريا الجنوبية. تزوجا في سافانا في يونيو 1990.

## الأوسمة والتكريمات
| | ميدالية النجمة البرونزية                                                 |
| | وسام القلب الأرجواني                                                     |
| | ميدالية خدمة الجدارة                                                     |
| | الميدالية الجوية                                                         |
| | ميدالية ثناء الجيش                                                       |
| Bronze oak leaf cluster · Width-44 ribbon with two width-9 ultramarine blue stripes surrounded by two pairs of two width-4 green stripes; all these stripes are separated by width-2 white borders | ميدالية إنجاز الجيش 2x                                                   |
| | وسام الدفاع الوطني                                                       |
| Bronze star · Bronze star · Width-44 ribbon with the following stripes, arranged symmetrically from the edges to the center: width-2 black, width-4 chamois, width-2 Old Glory blue, width-2 white, width-2 Old Glory red, width-6 chamouis, width-3 myrtle green up to a central width-2 black stripe | ميدالية الخدمة في جنوب غرب آسيا مع نجمتي خدمة برونزيتين لحملتين عسكريتين |
| | وسام الدفاع في كوريا                                                     |
| | شريط خدمة الجيش                                                          |
| | شريط خدمة الجيش الخارجية                                                 |
| | نوط تحرير الكويت                                                         |
| | وسام التحرير (الكويت)                                                    |